# Harry Anstiss
Harry Augustus Anstiss (22. august 1899 – 9. marts 1964) var en engelsk fodboldspiller, der spillede som angriber for Hammersmith Athletic, Brentford, Millwall, Watford, Rochdale, Sheffield Wednesday, Port Vale, Swansea Town, Crewe Alexandra, Gillingham, Tunbridge Wells Rangers og Cray Wanderers i 1920'erne og 1930'erne. 